# Peperomia tricarinata
Peperomia tricarinata är en pepparväxtart som beskrevs av Albert Gottfried Dietrich. Peperomia tricarinata ingår i släktet peperomior, och familjen pepparväxter. Inga underarter finns listade i Catalogue of Life.